# Сосноватка (река)
Сосноватка — река в Тверской области России, правый приток Белейки (бассейн Западной Двины). Длина реки составляет 10 км.
Протекает по территории Нелидовского муниципального района.
Берёт начало между деревнями Ковалево и Пустое Подлесье. Течёт в южном направлении. Скорость течения в низовье — 0,2 м/с. Впадает в Белейку справа.
Населённых пунктов на берегу Сосноватки нет. Ранее на реке располагалась деревня Сосноватка.